# 何塞·曼努埃尔·罗德里格斯·乌里韦斯
何塞·曼努埃尔·罗德里格斯·乌里韦斯（西班牙語：José Manuel Rodríguez Uribes，1968年10月9日—），西班牙法律哲学家，政治人物。曾任马德里自治区议会议员，马德里自治区驻西班牙政府代表。2020年1月出任第二次桑切斯内阁文化与体育大臣。

## 生平
1968年10月9日生于瓦倫西亞。拥有華倫西亞大學法律学执业学位，以及马德里卡洛斯三世大学法律博士学位。博士论文《论民意的民主与自由（卢梭与康斯坦）》完成于1998年，导师格雷戈里奥·佩塞斯-巴尔瓦。2001年9月，成为華倫西亞大學法律哲学副教授。2004年9月，成为马德里卡洛斯三世大学副教授。
2006年9月至2011年12月，任西班牙内政部恐怖主义受害者支援总局局长。
2017年6月，入选佩德羅·桑切斯领导的西班牙工人社会党联邦执行委员会，负责世俗事务。2018年6月，被正式任命为马德里自治区驻西班牙政府代表。
2019年4月，参加马德里自治区议会选举，并成功当选。
2020年1月13日，正式就任第二次桑切斯内阁文化与体育大臣。

## 出版物
- José Manuel Rodríguez Uribes. . Madrid. 1999.
- José Manuel Rodríguez Uribes. . Madrid. 1999.
- José Manuel Rodríguez Uribes. . Valencia: Tirant lo Blanch. 2002.
- José Manuel Rodríguez Uribes. . Madrid: Dykinson. 2013.
- José Manuel Rodríguez Uribes. . Madrid: Thomson Reuters. 2015.
- José Manuel Rodríguez Uribes. . Madrid: Dykinson. 2017.